# Ben Schnetzer
Ben Schnetzer (New York, 8 februari 1990) is een Amerikaans acteur. Hij werd in 2014 genomineerd voor zowel de British Independent Film Award voor beste bijrol als voor die voor 'meest veelbelovende nieuwkomer' voor het spelen van Mark Ashton in de biografische tragikomedie Pride.
Schnetzer is een van de twee zonen van acteurs Stephen Schnetzer en Nancy Snyder. Hij maakte in 2007 zijn acteerdebuut als titelpersonage 'Ben Stephens' in de dramafilm Ben's Plan. Hierin speelde hij samen met zijn vader. Schnetzer kreeg in 2010 een hoofdrol als 'Andrew Haplin' in de serie Happy Town, maar die werd na zes afleveringen stopgezet. Na het spelen van 'Max Vandenburg' in The Book Thief (2013) brak hij in 2014 door met zijn vertolking van homerechtenactivist Mark Ashton in Pride.

## Filmografie
- The Giant (2019)
- Saint Judy (2018)
- The Death and Life of John F. Donovan (2018)
- The Grizzlies (2018)
- Entebbe (2018)
- The Journey Is the Destination (2016)
- Snowden (2016)
- Warcraft (2016)
- Punk's Dead (2016)
- Goat (2016)
- The Riot Club (2014)
- Pride (2014)
- The Book Thief (2013)
- Ben's Plan (2007)

## Televisieseries
*Exclusief eenmalige gastrollen
- The Truth About the Harry Quebert Affair - Marcus Goldman (2018, tien afleveringen)
- Happy Town - Andrew Haplin (2010, acht afleveringen)

## Trivia
- Zowel Schnetzer als allebei zijn ouders speelden ooit een gastrol in Law & Order, alle drie in andere afleveringen.

- Biblioteca Nacional de España: XX5493501
- Catàleg d'autoritats de noms i títols de Catalunya: 981061116069506706
- Gemeinsame Normdatei: 1061431851
- International Standard Name Identifier: 0000 0004 4893 0370
- Library of Congress Control Number: no2015020465
- Nationale Bibliotheek van Tsjechië: xx0214728
- Nationale Bibliotheek van Israël: 987007373921605171
- Système universitaire de documentation: 190633271
- Virtual International Authority File: 311621794
- WorldCat: E39PBJt8kfbGy6G6KJHYc9tkDq